# NO 〜命の跡に咲いた花〜
「NO 〜命の跡に咲いた花〜」（ノー　いのちのあとにさいたはな）は、ストレイテナーの19枚目のシングル。2015年7月15日にユニバーサル ミュージックから発売された。

## 概要
- 前作『The Place Has No Name』から約3ヶ月ぶりのリリース。2015年リリースシングル「エモーショナル3部作」の2作目。終戦70年という節目に際して、戦争に対する「NO」を掲げた楽曲。
- 同年8月3日には長崎国際テレビ「news every.」特集「世界のすべての戦争に「NO」平和をつなぐ」にホリエアツシが出演。母校である長崎東高校にて生徒たちと「NO 〜命の跡に咲いた花〜」を合唱する映像が放送された。
- 2曲ともアルバム『COLD DISC』収録。

## 収録曲
（全作詞・作曲：ホリエアツシ）
1. NO 〜命の跡に咲いた花〜
2. Curtain Falls
3. NO 〜命の跡に咲いた花〜 -instrumental-
4. Curtain Falls -instrumental